# Správní archiv
Správní archiv (také meziarchiv, něm. Verwaltungsarchiv, angl. record centre, ru. ведомственный архив) je označení pro typ archivu tvořící mezistupeň mezi spisovnou původce a koncovým archivem (přesná podoba tohoto mezičlánku se místně i dobově může značně odlišovat). Ve správním archivu, podobně jako ve spisovně, nejsou uloženy spisy ještě trvale a do budoucna se u nich předpokládá skartace, nicméně se zde shromažďují spisy s velmi dlouhou skartační lhůtou, u kterých je nutné zajistit dlouhodobé skladování a často zde již může započít skartace a archivní pořádání zde uložených dokumentů.
V českém archivnictví byl správní archiv pevně vymezen až archivním zákonem v roce 2004 (již od poloviny 20. století byl znám a nejvíce mu odpovídaly zřizované ústřední spisovny) a podle něj si správní archiv zřizuje původce, aby také dohlížel na jeho spisovou službu. Vedle správního archivu si může původce také zřídit soukromý archiv, který slouží jako plnohodnotný koncový archiv.